# Orimarga (Protorimarga) bequaertiana
Orimarga (Protorimarga) bequaertiana is een tweevleugelige uit de familie steltmuggen (Limoniidae). De soort komt voor in het Afrotropisch gebied.